# Mugongomanga
 (mars 2021).
Si vous disposez d'ouvrages ou d'articles de référence ou si vous connaissez des sites web de qualité traitant du thème abordé ici, merci de compléter l'article en donnant les références utiles à sa vérifiabilité et en les liant à la section « Notes et références ».
Mugongomanga est l'une des communes de la province de Bujumbura rural, au Burundi. 

## Géographie
Elle se trouve sur la crête Congo-Nil.
Elle est frontalière avec les communes de Nyabiraba, Mukike, Gisozi, Rusaka, Isare et Muramvya.

## Étymologie
Elle trouve son nom des collines Mugongo, où se trouve l'antenne de l'Onatel (Office national des télécommunications), et de Manga, où est installée l'antenne de l'émetteur relais de la RTNB (Radio-télévision nationale du Burundi).

## Économie
L'élevage et la culture du maïs, du blé et du petit pois dominent les activités économiques de la région.